# Crossota millsae
Crossota millsae – gatunek meduzy głębinowej. Zwierzę to odkryto w okolicach Rowu Mariańskiego na Pacyfiku. Zaobserwowano je po raz pierwszy na głębokości 3700 metrów i zaklasyfikowano do rodzaju Crossota. 30 października 2018 roku gatunek zaobserwowany i sfilmowany został także w okolicach Portoryko i Wysp Dziewiczych Stanów Zjednoczonych na głębokości 1015 metrów.

## Wygląd
Meduza ma czułki z parzydełkami wyrastające z kulistego ciała o mandarynkowym kolorze. Meduza wygląda specyficznie i jest trudna do pomylenia z innymi gatunkami.